# تی‌شاخ
تی‌شاخ (taoiseach; ‎i‎/ˈtiːʃəx/‎ TEE-shəkh, ایرلندی: [ˈt̪ˠi:ʃəx]) نخست‌وزیر و رئیس دولت ایرلند است. تی‌شاخ با معرفی دایل ایرین، و قانونگذار ایرلند مجلس عوام (پارلمان) توسط رئیس‌جمهور منصوب می‌شود و برای ادامه کار باید حمایت اکثریت دایل ایرین را حفظ کند.
متصدی کنونی این پست از ۹ آوریل ۲۰۲۴ سیمون هریس است.